# Zion Suzuki
Zion Suzuki (鈴木 彩艶?, Suzuki Zaion; Newark, 21 agosto 2002) è un calciatore giapponese, portiere del Parma e della nazionale giapponese.

## Biografia
È nato a Newark, nello stato americano del New Jersey, da madre giapponese e padre statunitense, ma di origini ghanesi; quando aveva meno di un anno, si è poi trasferito con la famiglia nella città di Saitama, in Giappone, dove è cresciuto.

## Carriera

### Club

#### Urawa Reds e Sint-Truiden
Suzuki è cresciuto nel settore giovanile degli Urawa Reds, con cui ha firmato il suo primo contratto da professionista nell'agosto del 2020: nell'occasione, a 16 anni e cinque mesi, è diventato il giocatore più giovane a fare ciò nella storia del club. Ha poi esordito in J1 League il 9 maggio 2021, a 18 anni, nell'incontro di campionato vinto per 2-0 con il Vegalta Sendai. Complessivamente, ha collezionato 29 presenze con la maglia degli Urawa Reds.
Il 6 agosto 2023, Suzuki viene ceduto in prestito con diritto di riscatto al Sint-Truiden, nella massima serie belga. Debutta con il club il 27 agosto seguente, nell'incontro di campionato perso per 2-0 con il Cercle Bruges. Dopo aver disputato 16 incontri nella prima parte di stagione, il portiere viene ufficialmente riscattato dal Sint-Truiden il 1º febbraio 2024, per circa quattro milioni di euro. Nella sua prima annata in Belgio, ha collezionato in tutto 32 presenze.

#### Parma
Il 15 luglio 2024, Suzuki si trasferisce a titolo definitivo al Parma, in Serie A, con cui firma un contratto quinquennale. Debutta in massima serie con i ducali il 17 agosto, in occasione della partita contro la Fiorentina, conclusasi sull'1-1. Il 31 agosto 2024, Suzuki in occasione della partita persa 2-1 contro il Napoli al Maradona, prende il suo primo cartellino rosso per somma di ammonizioni.
Il 6 ottobre 2024 in occasione della partita conclusasi 0-0 contro il Bologna Suzuki ottiene il primo clean sheet con la maglia crociata.

### Nazionale

#### Nazionali giovanili
Con la nazionale Under-23 giapponese, nel 2022 Suzuki prende parte alla Coppa d'Asia di categoria.

#### Nazionale maggiore
Il 19 gennaio 2022, Suzuki debutta con la nazionale maggiore giapponese, giocando da titolare la partita di Coppa dell'Asia orientale contro Hong Kong, vinta per 6-0.
Nel gennaio del 2024, viene incluso dal CT Hajime Moriyasu nella lista dei convocati per la Coppa d'Asia 2023. Durante la fase a gironi del torneo, è responsabile di alcuni errori personali, per cui subisce anche insulti razzisti sui social media (poi condannati dalla federazione giapponese); tuttavia, mantiene il proprio posto da titolare, anche se i Samurai Blue vengono infine eliminati ai quarti di finale, per mano dell'Iran.

## Statistiche

### Presenze e reti nei club
Statistiche aggiornate al 17 agosto 2025.
| Stagione          | Squadra           | Campionato        | Campionato | Campionato | Coppe nazionali | Coppe nazionali | Coppe nazionali | Coppe continentali | Coppe continentali | Coppe continentali | Altre coppe | Altre coppe | Altre coppe | Totale | Totale |
| Stagione          | Squadra           | Comp              | Pres       | Reti       | Comp            | Pres            | Reti            | Comp               | Pres               | Reti               | Comp        | Pres        | Reti        | Pres   | Reti   |
| ----------------- | ----------------- | ----------------- | ---------- | ---------- | --------------- | --------------- | --------------- | ------------------ | ------------------ | ------------------ | ----------- | ----------- | ----------- | ------ | ------ |
| 2020              | Urawa Reds        | J1                | 0          | 0          | CdL             | 0               | 0               | -                  | -                  | -                  | -           | -           | -           | 0      | 0      |
| 2021              | Urawa Reds        | J1                | 6          | -5         | CdL+CI          | 9+0             | -11 + 0         | -                  | -                  | -                  | -           | -           | -           | 15     | -16    |
| 2022              | Urawa Reds        | J1                | 2          | -3         | CdL+CI          | 2+0             | -1 + 0          | ACL                | 4                  | -2                 | SG          | 0           | 0           | 8      | -6     |
| gen.-ago. 2023    | Urawa Reds        | J1                | 0          | 0          | CdL+CI          | 5+1             | -3 + 0          | -                  | -                  | -                  | -           | -           | -           | 6      | -3     |
| Totale Urawa Reds | Totale Urawa Reds | Totale Urawa Reds | 8          | -8         |                 | 17              | -15             |                    | 4                  | -2                 |             | 0           | 0           | 29     | -25    |
| 2023-2024         | Sint-Truiden      | D1                | 22+10      | -35 + -15  | CB              | 0               | 0               | -                  | -                  | -                  | -           | -           | -           | 32     | -50    |
| 2024-2025         | Parma             | A                 | 37         | -53        | CI              | 0               | 0               | -                  | -                  | -                  | -           | -           | -           | 37     | -53    |
| 2025-2026         | Parma             | A                 | 0          | 0          | CI              | 1               | 0               | -                  | -                  | -                  | -           | -           | -           | 1      | 0      |
| Totale Parma      | Totale Parma      | Totale Parma      | 37         | -53        |                 | 1               | 0               |                    | -                  | -                  |             | -           | -           | 38     | -57    |
| Totale carriera   | Totale carriera   | Totale carriera   | 77         | -111       |                 | 18              | -15             |                    | 4                  | -2                 |             | 0           | 0           | 99     | -128   |

### Cronologia presenze e reti in nazionale
| Cronologia completa delle presenze e delle reti in nazionale ― Giappone | Cronologia completa delle presenze e delle reti in nazionale ― Giappone | Cronologia completa delle presenze e delle reti in nazionale ― Giappone | Cronologia completa delle presenze e delle reti in nazionale ― Giappone | Cronologia completa delle presenze e delle reti in nazionale ― Giappone | Cronologia completa delle presenze e delle reti in nazionale ― Giappone | Cronologia completa delle presenze e delle reti in nazionale ― Giappone | Cronologia completa delle presenze e delle reti in nazionale ― Giappone |
| Data                                                                    | Città                                                                   | In casa                                                                 | Risultato                                                               | Ospiti                                                                  | Competizione                                                            | Reti                                                                    | Note                                                                    |
| ----------------------------------------------------------------------- | ----------------------------------------------------------------------- | ----------------------------------------------------------------------- | ----------------------------------------------------------------------- | ----------------------------------------------------------------------- | ----------------------------------------------------------------------- | ----------------------------------------------------------------------- | ----------------------------------------------------------------------- |
| 19-7-2022                                                               | Kashima                                                                 | Giappone                                                                | 6 – 0                                                                   | Hong Kong                                                               | Coppa dell'Asia orientale 2022                                          | -                                                                       |                                                                         |
| 17-10-2023                                                              | Kōbe                                                                    | Giappone                                                                | 2 – 0                                                                   | Tunisia                                                                 | Amichevole                                                              | -                                                                       |                                                                         |
| 21-11-2023                                                              | Gedda                                                                   | Siria                                                                   | 0 – 5                                                                   | Giappone                                                                | Qual. Mondiali 2026                                                     | -                                                                       |                                                                         |
| 1-1-2024                                                                | Tokyo                                                                   | Giappone                                                                | 5 – 0                                                                   | Thailandia                                                              | Amichevole                                                              | -                                                                       |                                                                         |
| 14-1-2024                                                               | Doha                                                                    | Giappone                                                                | 4 – 2                                                                   | Vietnam                                                                 | Coppa d'Asia 2023 - 1º turno                                            | -2                                                                      |                                                                         |
| 19-1-2024                                                               | Al Rayyan                                                               | Iraq                                                                    | 2 – 1                                                                   | Giappone                                                                | Coppa d'Asia 2023 - 1º turno                                            | -2                                                                      |                                                                         |
| 24-1-2024                                                               | Doha                                                                    | Giappone                                                                | 3 – 1                                                                   | Indonesia                                                               | Coppa d'Asia 2023 - 1º turno                                            | -1                                                                      |                                                                         |
| 31-1-2024                                                               | Doha                                                                    | Bahrein                                                                 | 1 – 3                                                                   | Giappone                                                                | Coppa d'Asia 2023 - Ottavi di finale                                    | -1                                                                      | [ 20 ]                                                                  |
| 3-2-2024                                                                | Al Rayyan                                                               | Iran                                                                    | 2 – 1                                                                   | Giappone                                                                | Coppa d'Asia 2023 - Quarti di finale                                    | -2                                                                      |                                                                         |
| 21-3-2024                                                               | Tokyo                                                                   | Giappone                                                                | 1 – 0                                                                   | Corea del Nord                                                          | Qual. Mondiali 2026                                                     | -                                                                       |                                                                         |
| 5-9-2024                                                                | Saitama                                                                 | Giappone                                                                | 7 – 0                                                                   | Cina                                                                    | Qual. Mondiali 2026                                                     | -                                                                       |                                                                         |
| 10-9-2024                                                               | Riffa                                                                   | Bahrein                                                                 | 0 – 5                                                                   | Giappone                                                                | Qual. Mondiali 2026                                                     | -                                                                       |                                                                         |
| 10-10-2024                                                              | Gedda                                                                   | Arabia Saudita                                                          | 0 – 2                                                                   | Giappone                                                                | Qual. Mondiali 2026                                                     | -                                                                       |                                                                         |
| 15-10-2024                                                              | Saitama                                                                 | Giappone                                                                | 1 – 1                                                                   | Australia                                                               | Qual. Mondiali 2026                                                     | -1                                                                      |                                                                         |
| 15-11-2024                                                              | Giacarta                                                                | Indonesia                                                               | 0 – 4                                                                   | Giappone                                                                | Qual. Mondiali 2026                                                     | -                                                                       |                                                                         |
| 19-11-2024                                                              | Xiamen                                                                  | Cina                                                                    | 1 – 3                                                                   | Giappone                                                                | Qual. Mondiali 2026                                                     | -1                                                                      |                                                                         |
| 20-3-2025                                                               | Saitama                                                                 | Giappone                                                                | 2 – 0                                                                   | Bahrein                                                                 | Qual. Mondiali 2026                                                     | -                                                                       |                                                                         |
| 25-3-2025                                                               | Saitama                                                                 | Giappone                                                                | 0 – 0                                                                   | Arabia Saudita                                                          | Qual. Mondiali 2026                                                     | -                                                                       |                                                                         |
| Totale                                                                  |                                                                         | Presenze                                                                | 18                                                                      |                                                                         | Reti                                                                    | -10                                                                     |                                                                         |

| Cronologia completa delle presenze e delle reti in nazionale ― Giappone under 23 | Cronologia completa delle presenze e delle reti in nazionale ― Giappone under 23 | Cronologia completa delle presenze e delle reti in nazionale ― Giappone under 23 | Cronologia completa delle presenze e delle reti in nazionale ― Giappone under 23 | Cronologia completa delle presenze e delle reti in nazionale ― Giappone under 23 | Cronologia completa delle presenze e delle reti in nazionale ― Giappone under 23 | Cronologia completa delle presenze e delle reti in nazionale ― Giappone under 23 | Cronologia completa delle presenze e delle reti in nazionale ― Giappone under 23 |
| Data                                                                             | Città                                                                            | In casa                                                                          | Risultato                                                                        | Ospiti                                                                           | Competizione                                                                     | Reti                                                                             | Note                                                                             |
| -------------------------------------------------------------------------------- | -------------------------------------------------------------------------------- | -------------------------------------------------------------------------------- | -------------------------------------------------------------------------------- | -------------------------------------------------------------------------------- | -------------------------------------------------------------------------------- | -------------------------------------------------------------------------------- | -------------------------------------------------------------------------------- |
| 12-6-2021                                                                        | Toyota                                                                           | Giappone under 23                                                                | 4 – 0                                                                            | Giamaica under 23                                                                | Amichevole                                                                       | -                                                                                | 46’                                                                              |
| 23-3-2022                                                                        | Dubai                                                                            | Giappone under 23                                                                | 1 – 0                                                                            | Croazia under 23                                                                 | Amichevole                                                                       | -                                                                                |                                                                                  |
| 3-6-2022                                                                         | Tashkent                                                                         | Emirati Arabi Uniti under 23                                                     | 1 – 2                                                                            | Giappone under 23                                                                | Coppa d'Asia AFC Under-23 2022                                                   | -1                                                                               |                                                                                  |
| 6-6-2022                                                                         | Tashkent                                                                         | Giappone under 23                                                                | 0 – 0                                                                            | Arabia Saudita under 23                                                          | Coppa d'Asia AFC Under-23 2022                                                   | -                                                                                |                                                                                  |
| 12-6-2022                                                                        | Tashkent                                                                         | Corea del Sud under 23                                                           | 0 – 3                                                                            | Giappone under 23                                                                | Coppa d'Asia AFC Under-23 2022                                                   | -                                                                                |                                                                                  |
| 15-6-2022                                                                        | Tashkent                                                                         | Uzbekistan under 23                                                              | 2 – 0                                                                            | Giappone under 23                                                                | Coppa d'Asia AFC Under-23 2022                                                   | -2                                                                               |                                                                                  |
| 18-6-2022                                                                        | Tashkent                                                                         | Giappone under 23                                                                | 3 – 0                                                                            | Australia under 23                                                               | Coppa d'Asia AFC Under-23 2022                                                   | -                                                                                |                                                                                  |
| 22-11-2022                                                                       | Portimão                                                                         | Portogallo under 23                                                              | 1 – 2                                                                            | Giappone under 23                                                                | Amichevole                                                                       | -1                                                                               |                                                                                  |
| 24-3-2023                                                                        | Francoforte sul Meno                                                             | Germania under 23                                                                | 2 – 2                                                                            | Giappone under 23                                                                | Amichevole                                                                       | -2                                                                               |                                                                                  |
| 14-6-2023                                                                        | Wiener Neustadt                                                                  | Paesi Bassi under 23                                                             | 0 – 0                                                                            | Giappone under 23                                                                | Amichevole                                                                       | -                                                                                |                                                                                  |
| 6-9-2023                                                                         | Al Muharraq                                                                      | Giappone under 23                                                                | 6 – 0                                                                            | Pakistan under 23                                                                | Qualificazioni Coppa d'Asia AFC Under-23 2024                                    | -                                                                                |                                                                                  |
| 9-9-2023                                                                         | Al Muharraq                                                                      | Palestina under 23                                                               | 0 – 1                                                                            | Giappone under 23                                                                | Qualificazioni Coppa d'Asia AFC Under-23 2024                                    | -                                                                                |                                                                                  |
| 12-9-2023                                                                        | Al Muharraq                                                                      | Giappone under 23                                                                | 0 – 0                                                                            | Bahrein under 23                                                                 | Qualificazioni Coppa d'Asia AFC Under-23 2024                                    | -                                                                                |                                                                                  |
| Totale                                                                           |                                                                                  | Presenze                                                                         | 13                                                                               |                                                                                  | Reti                                                                             | -6                                                                               |                                                                                  |

## Palmarès

### Club
- Coppa dell'Imperatore: 1

Urawa Red Diamonds: 2021
- Supercoppa del Giappone: 1

Urawa Red Diamonds: 2022

#### Competizioni internazionali
- AFC Champions League: 1

Urawa Red Diamonds: 2022

### Nazionale
- Coppa dell'Asia orientale: 1

2022

### Individuale
- J. League Cup Premio Nuovo Eroe: 1

2021